# Número de Identificación del Preparador de Impuestos
El Número de Identificación del Preparador de Impuestos (inglés: Preparer Tax Identification Number, siglas: PTIN) es un número de identificación que todos los preparadores de declaraciones de impuestos pagados deben usar en las declaraciones de impuestos federales de los Estados Unidos o en las solicitudes de reembolso presentadas al Servicio de Impuestos Internos (IRS). Cualquier persona que, a cambio de una compensación, prepare toda o sustancialmente toda una declaración de impuestos federales o un reclamo de reembolso debe obtener un PTIN emitido por el IRS.

## Historia del PTIN
El Número de Identificación de Preparador de Impuestos se creó el 1 de julio de 1999 para proteger la privacidad de los preparadores de declaraciones de impuestos. Los preparadores debían firmar los formularios de impuestos que prepararon y proporcionar sus Números de Seguro Social (SSN). A partir de la temporada de impuestos de 2000, el IRS les dio a los preparadores la opción de utilizar su SSN o PTIN. Entre agosto de 1999 y agosto de 2010, el IRS emitió más de 1 millón de PTIN.

## Registro PTIN
El 28 de septiembre de 2010, el IRS lanzó un nuevo sistema electrónico de registro de PTIN al que se puede acceder a través de su sitio web en www.irs.gov/taxpros. El nuevo sistema de registro requiere que los preparadores de declaraciones creen una cuenta, completen la solicitud de PTIN, paguen una tarifa de $64,25 y obtengan un PTIN. Sin embargo, inmediatamente después de la decisión de 2017 en un caso de un tribunal federal de EE. UU., esta tarifa ya no era válida y no había ninguna tarifa para obtener un PTIN mientras el caso y otros similares avanzaban a través del proceso de apelación. Al crear una cuenta, los preparadores crean una ubicación central donde pueden recibir información del IRS. Los preparadores deben recibir sus PTIN de inmediato. Incluso los preparadores que ya tienen PTIN deben renovar sus números si los recibieron antes del 28 de septiembre de 2010. Si toda la información coincide, los preparadores pueden recibir el mismo número. El PTIN debe renovarse anualmente. A partir del 22 de octubre de 2020, el IRS exige que quienes deseen obtener o renovar sus PTIN paguen una tarifa de $35,95.
Cada preparador debe tener su PTIN personal. No se permite compartir un PTIN dentro de una oficina o empresa. Los preparadores pueden presentar una solicitud en papel, el Formulario W-12, pero el procesamiento tardará de cuatro a seis semanas. El sistema electrónico de registro de PTIN tarda 15 minutos en completarse y procesarse. Los preparadores pueden ver un video del IRS en YouTube que explica el sistema de registro de PTIN.
Los preparadores que no tienen números de seguro social debido a objeciones religiosas pueden completar la solicitud de PTIN y enviar el Formulario 8945 en papel, Solicitud suplementaria de PTIN para ciudadanos estadounidenses sin un número de seguro social debido a objeción religiosa de conciencia. También deben incluir documentación sobre identidad, ciudadanía estadounidense y estatus en un grupo religioso reconocido.

## Preparadores extranjeros de declaraciones de impuestos
Los preparadores extranjeros de declaraciones de impuestos que preparan declaraciones de impuestos estadounidenses también deben obtener y utilizar un PTIN. Los preparadores extranjeros que no tienen o no son elegibles para números de seguro social deben completar la solicitud de PTIN y presentar el Formulario 8946 en papel, Solicitud suplementaria de PTIN para personas extranjeras sin un número de seguro social. Sólo los preparadores que tengan una dirección en el extranjero (fuera de los EE. UU.) pueden presentar este formulario.

## Divulgación a los preparadores de declaraciones de impuestos
En octubre de 2010, el IRS comenzó a enviar avisos al millón de titulares de PTIN que tenía registrados, informándoles de los cambios en las reglas e instándolos a obtener un PTIN nuevo o renovado antes de preparar las declaraciones de impuestos en 2011. Sin embargo, la agencia no sabe cuántos de ese millón de titulares de PTIN siguen siendo preparadores de declaraciones de impuestos activos, ni la agencia sabe cuántos preparadores de declaraciones de impuestos hay en total en los Estados Unidos. En 2007, el IRS estimó que había entre 900.000 y 1,2 millones de preparadores remunerados.

## Penalizaciones
Los preparadores de declaraciones que no obtengan ni utilicen los PTIN podrían enfrentar sanciones. El IRS anunció en noviembre de 2010 que no impondría la responsabilidad del cumplimiento a los contribuyentes individuales al rechazar declaraciones de impuestos sin PTIN válidos. Sin embargo, la agencia dijo que se comunicaría con esos preparadores de declaraciones de impuestos y los instaría a cumplir con el mandato del PTIN.

## Programa RTRP
El uso del PTIN fue anterior durante muchos años al lanzamiento del Programa de Preparadores de Declaraciones de Impuestos Registrados del IRS en 2010. Por lo tanto, el requisito de que un preparador de declaraciones de impuestos utilice un número de seguro social o un PTIN cuando se dedique al negocio de preparar declaraciones de impuestos federales era anterior a los requisitos que había impuesto el Servicio de Impuestos Internos en su programa de Preparador Registrado de Declaraciones de Impuestos.

## Loving contra Servicio de Impuestos Internos
El 18 de enero de 2013, en una decisión en Loving contra Servicio de Impuestos Internos, el juez James E. Boasberg del Corte de Distrito de los Estados Unidos para el Distrito de Columbia dictaminó que el Servicio de Impuestos Internos carecía de la autoridad legal para regular a los preparadores de declaraciones de impuestos. El 1 de febrero de 2013, el Corte emitió una orden adicional aclarando que el IRS "no está obligado a suspender su programa PTIN", pero que "a ningún preparador de declaraciones de impuestos se le puede exigir que pague honorarios de exámenes o educación continua o para completar cualquier prueba o educación continua."
En 2014, el Corte de Apelaciones de los Estados Unidos para el Circuito del Distrito de Columbia confirmó la sentencia del tribunal de distrito.